# Friesheim (Barbing)

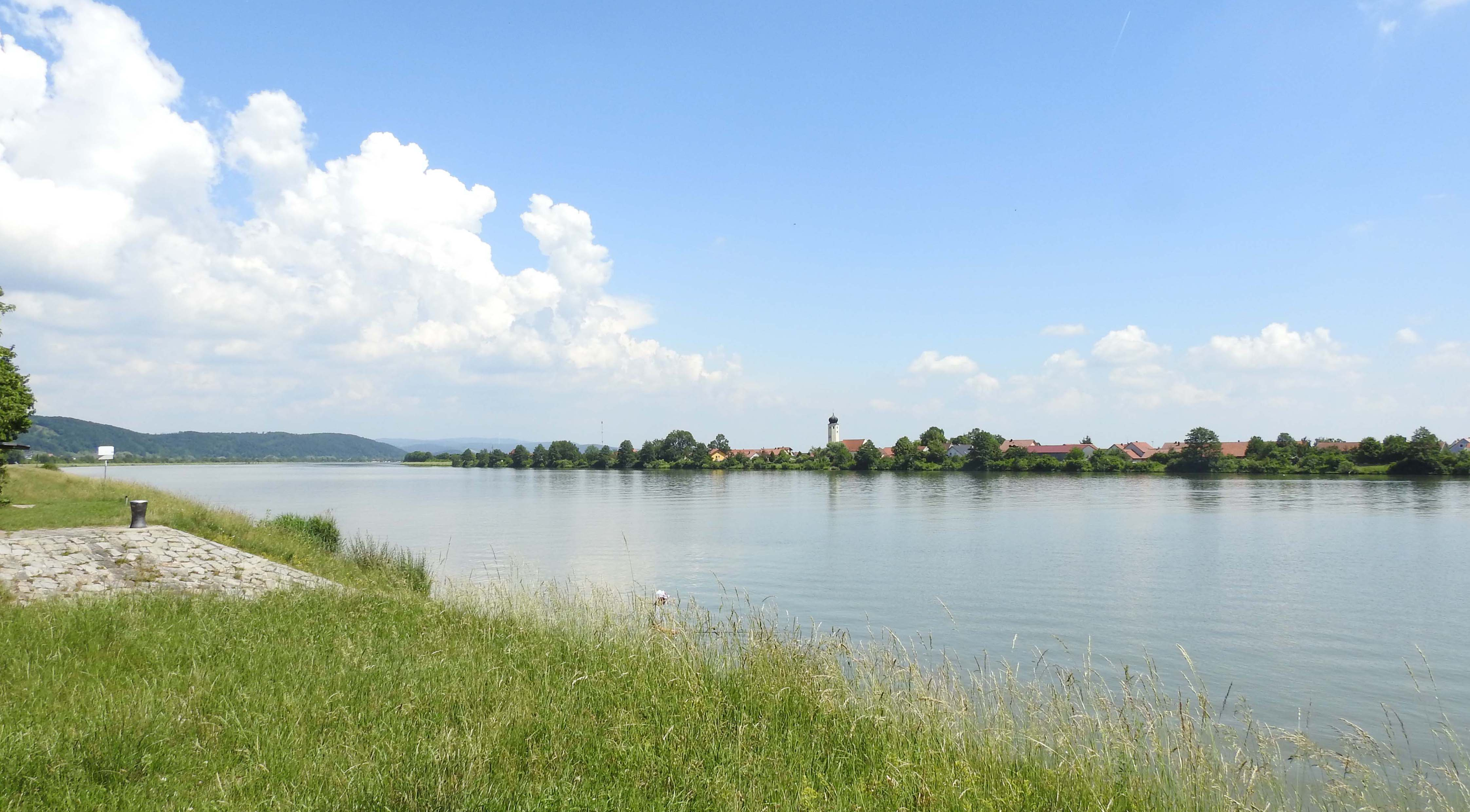
Friesheim an der Donau von Norden

Friesheim  ist ein Gemeindeteil der Gemeinde Barbing im Landkreis Regensburg (Bayern). Am nördlichen Dorfrand fließt die Donau vorbei.

## Geschichte
Schriftlich erstmals erwähnt wurde das Straßendorf Friesheim in einer Urkunde des Jahres 901, als Bischof Tato den Ort und die nähere Umgebung erworben hatte. Die Fürstbischöfe von Regensburg waren bis zur Säkularisation 1803 Landes- und Grundherren mit der Gerichtsbarkeit über den Donaugau.
Die ehemals selbstständige Gemeinde Friesheim mit den Teilorten Mooshof und  Naßenhart entstand mit dem bayerischen Gemeindeedikt von 1818 und wurde am 1. Januar 1978 in die Gemeinde Barbing eingegliedert.
Friesheim ist eines der ältesten Fischerdörfer der Oberpfalz. Die Friesheimer Donaufischer sind aber zwischenzeitlich zu Hobbyfischern geworden. Der Ausbau der Donau hat den Ort zur Donau hin deutlich verändert. Es ist förmlich eine Uferpromenade entstanden.

## Baudenkmäler
- Katholische Filialkirche St. Maria: Saalbau mit eingezogenem Chor und Flankenturm mit Zwiebelhaube

## Freizeit
Westlich des Dorfes liegt der ehemalige Baggersee und heutige Badesee Sarchinger Weiher.

## Vereine
- Faschingsfreunde Friesheim
- FF Friesheim
- Fischerverein Friesheim
- Krieger- und Soldatenverein Friesheim
- Obst- und Gartenbauverein Illkofen-Eltheim-Friesheim
- Schützenverein Friesheim